# Egerlövő
Egerlövő ist eine ungarische Gemeinde im Kreis Mezőkövesd im Komitat Borsod-Abaúj-Zemplén.

## Geografische Lage
Egerlövő liegt in Nordungarn, 44,5 Kilometer südwestlich des Komitatssitzes Miskolc  und 11 Kilometer südlich der Kreisstadt Mezőkövesd. Die Nachbargemeinde Borsodivánka befindet sich drei Kilometer südöstlich.

## Sehenswürdigkeiten
- Reformierte Kirche, ursprünglich im 13. Jahrhundert erbaut, später mehrfach umgebaut und erweitert

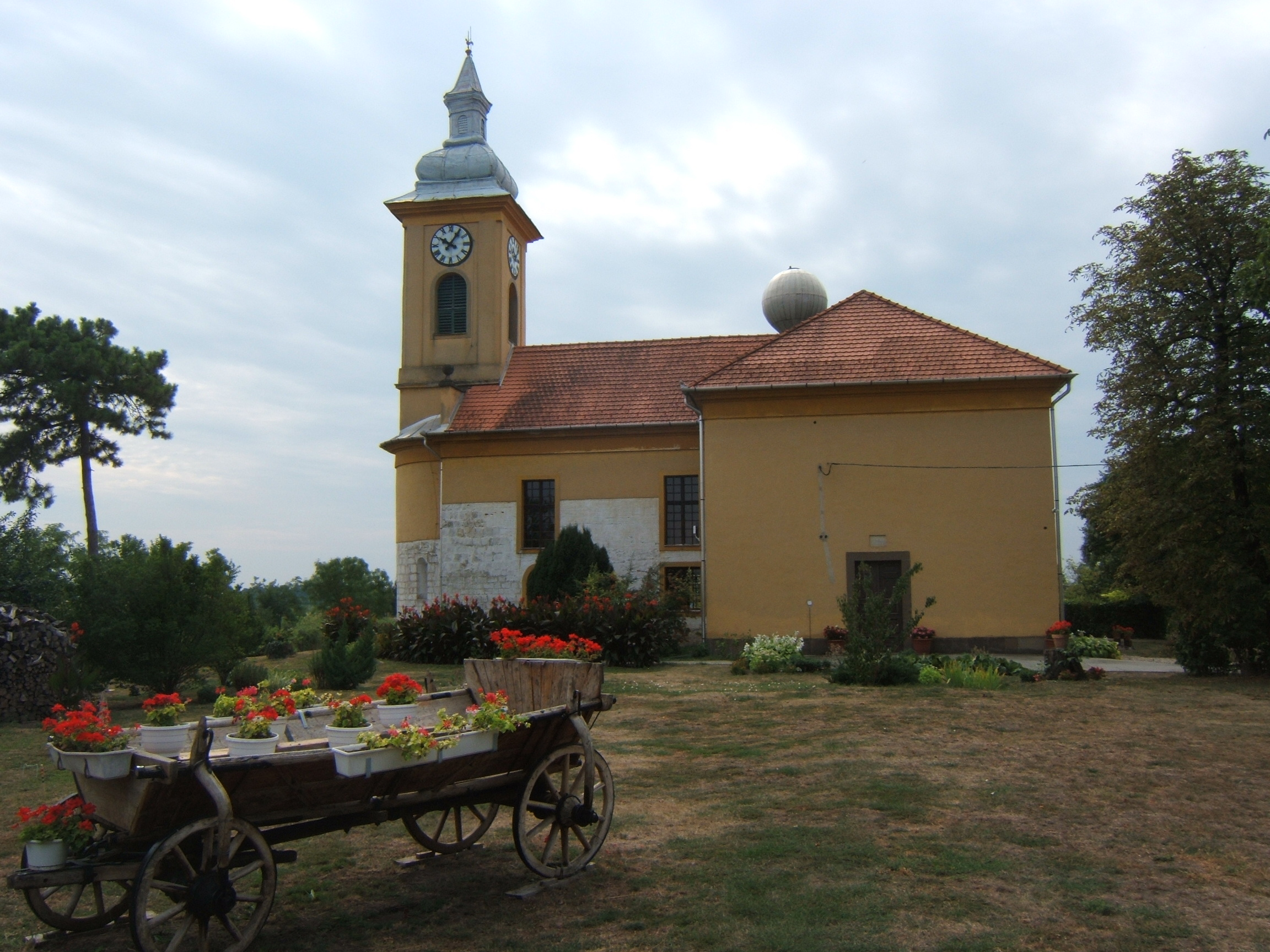
Reformierte Kirche

## Verkehr
Durch Egerlövő verläuft die Landstraße Nr. 3302. Es bestehen Busverbindungen nach Mezőkövesd, wo sich der nächstgelegene Bahnhof  befindet, sowie über Borsodivánka, Négyes, Tiszavalk, Tiszabábolna, Tiszadorogma und Ároktő bis nach Mezőcsát.